# Macronemurus bilineatus
Macronemurus bilineatus is een insect uit de familie van de mierenleeuwen (Myrmeleontidae), die tot de orde netvleugeligen (Neuroptera) behoort. 
Macronemurus bilineatus is voor het eerst wetenschappelijk beschreven door Brauer in 1868.